# Roquemaure (Tarn)
Roquemaure é uma comuna francesa na região administrativa da Occitânia, no departamento de Tarn. Estende-se por uma área de 15.77 km², e possui 457 habitantes, segundo o censo de 2018, com uma densidade de 29 hab/km².